# Matriz de adjacência
Uma matriz de adjacência é uma das formas de se representar um grafo.
Dado um grafo G com n vértices, podemos representá-lo em uma matriz n x n A(G)=[aij] (ou simplesmente A).
A definição precisa das entradas da matriz varia de acordo com as propriedades do grafo que se
deseja representar, porém de forma geral o valor aij guarda informações sobre como os
vértices vi e vj estão relacionados (isto é, informações sobre a
adjacência de vi e vj).
Para representar um grafo não direcionado, simples e sem pesos nas arestas, basta que as entradas
aij da matriz A contenham 1 se vi e vj são adjacentes e 0 caso
contrário. Se as arestas do grafo tiverem pesos, aij pode conter, ao invés de 1 quando
houver uma aresta entre vi e vj, o peso dessa mesma aresta.
Por exemplo, a matriz de adjacência do grafo ao lado é
{\displaystyle A={\begin{bmatrix}1&1&0&0&1&0\\1&0&1&0&1&0\\0&1&0&1&0&0\\0&0&1&0&1&1\\1&1&0&1&0&0\\0&0&0&1&0&0\\\end{bmatrix}}}
Em grafos não direcionados, as matrizes de adjacência são simétricas ao longo da diagonal principal
- isto é, a entrada aij é igual à entrada aji. Matrizes de adjacência de grafos
direcionados, no entanto, não são assim. Num digrafo sem pesos, a entrada aij
da matriz é 1 se há um arco de vi para vj e 0 caso contrário.
Um resultado interessante ocorre quando consideramos a potência k da matriz de adjacência, ou seja, o produto
{\displaystyle {{A^{k}=} \atop {\ }}{{\underbrace {A\times \cdots \times A} } \atop k}.}
Antes de apresentar o resultado, vamos definir um percurso em um grafo G. Um percurso corresponde a uma sequência, finita e não vazia, de vértices do grafo, na qual (v0, v1, ..., vi, ..., vk-1, vk) é tal que, para todo 0 ≤ i ≤ k-1, vi e vi+1 são vértices adjacentes. Os vértices v0 e vk são chamados, respectivamente, de origem e fim do percurso, enquanto v1, v2, ..., vk-1 são os vértices internos ao caminho. O inteiro k é o comprimento do percurso. Um caminho em um digrafo é um percurso no qual todos os arcos estão orientados no sentido origem do percurso-fim do percurso.
Se A é a matriz de adjacência de um grafo G com conjunto de vértices dado por V(G) = {v1, v2, ..., vn}, então a entrada (i,j) de Ak, com k ≥ 1, corresponde ao número de percursos (distintos) de comprimento k existentes entre os vértices vi e vj.
Pode-se mostrar esse resultado por indução. Quando k = 1, o resultado segue de modo natural da definição de matriz de adjacência, uma vez que existe um percurso de comprimento 1 entre o vértice vi e o vértice vj se e só se {vi, vj} é uma aresta de G. Seja
{\displaystyle {A^{k-1}=\left[a_{ij}^{(k-1)}\right]},}
e assuma que aij (k-1) é o número de percursos distintos de comprimento k - 1 entre os vértices vi e vj em G. Considerando
{\displaystyle {A^{k}=\left[a_{ij}^{(k)}\right]},}
e como Ak = Ak-1 . A, temos que
{\displaystyle {{a_{ij}^{(k)}=}{\sum _{p=1}^{n}a_{ip}^{(k-1)}a_{pj}}}.}
Observe que, na expressão acima, o elemento aij (k) é obtido multiplicando-se os elementos da linha i de Ak-1 pelos respectivos elementos da coluna j de A e, em seguida, efetuando-se a soma dos produtos obtidos.
Todo percurso entre vi e vj de comprimento k em G consiste de um percurso entre vi e vp de comprimento k - 1, onde vp é adjacente a vj, seguido da aresta {vp, vj} e do vértice vj. O resultado decorre da hipótese de indução e da última equação.
O resultado permanece válido para digrafos, fazendo-se as devidas adequações: trocando arestas por arcos e percursos por caminhos.
Para ilustrar o resultado acima, observe as potências 2 e 3 da matriz de adjacência A correspondente ao grafo da figura:
{\displaystyle A^{2}={\begin{bmatrix}3&2&1&1&2&0\\2&3&0&2&1&0\\1&0&2&0&2&1\\1&2&0&3&0&0\\2&1&2&0&3&1\\0&0&1&0&1&1\\\end{bmatrix}},A^{3}={\begin{bmatrix}7&6&3&3&6&1\\6&3&5&1&7&2\\3&5&0&5&1&0\\3&1&5&0&6&3\\6&7&1&6&3&0\\1&2&0&3&0&0\\\end{bmatrix}}}.
O elemento (4,6) de A2 indica que não há nenhum caminho de comprimento 2 ligando os vértices 4 e 6 do grafo acima. Por outro lado, o elemento (4,6) de A3 indica que existem 3 caminhos de comprimento 3 ligando os vértices 4 e 6. São eles: (4,3,4,6), (4,5,4,6) e (4,6,4,6).